# عمواس (قرية)
عمواس قرية فلسطينية احتلت عام 1967 ودمرها الجيش الإسرائيلي وطرد أهلها (ذات المصير أصاب قريتي يالو و‌بيت نوبا في منطقة اللطرون)، كانت تقع في منطقة اللطرون جنوب شرق الرملة، وكانت تقع على مفترق طرق يوصل بين مدن رئيسية هي: رام الله و‌الرملة و‌يافا و‌القدس و‌غزة. تبعد عن يافا حوالي 30 كم ومثل ذلك تقريباً عن القدس. قبل النكبة كانت تربطها طرق ممهدة بقرى اللطرون ويالو و‌القباب و‌سلبيت و‌دير أيوب و‌بيت سوسين و‌بيت جيز. ترتفع عن سطح البحر 230 متراً.

## تاريخ عمواس
«عمواس» بمعنى الينابيع الحارة بلد قديم. كان اسمها في العهد الروماني «نيقوبوليس» بمعنى مدينة النصر نسبة إلى انتصار فاسبسيانوس على اليهود خلال الثورة اليهودية الكبرى.
وصلها المسلمون في خلافة أبي بكر حيث فتحها عمرو بن العاص بعد استيلائه على اللد ويبنا. أصبحت مقر جند المسلمين. انتشر فيها الطاعون في زمن عمر بن الخطاب ومنها إنتشر إلى سائر بلاد الشام ومات فيه آلاف كثيرة من الناس وسمي طاعون عمواس.
في عمواس كنيسة بيزنطية أعاد الفرنج بناءها في القرن الثاني عشر للميلاد إبان الحملات الصليبية.
دير اللطرون الواقع في جوار عمواس، أقامه رهبان الترابيست عام 1890 للميلاد، وهم رهبان كاثوليك سمّوا كذلك نسبة إلى دير «تراب» في فرنسا.

## عمواس في ألإنجيل
ذُكرت في الإنجيل في لوقا ١٣: ٢٤-٣٥ على انها قرية تبعد ستين غلوة عن القدس؛ إلا أن شكوكًا تدور فيما إذا كان المكان المقصود قرية أبو غوش أو عمواس نيكوبوليس (Emmaus Nicopolis) أو القبيبة؛ اكتشف علماء الآثار مؤخرًا حصناً تاريخيًا قد يساعد في تحديد موقع عمواس التي وردت في الإنجيل.

## المساحة والسكان

منظر عام لقرية عمواس في عام 1958. وتظهر معالم القرية قبل التدمير الأسرائيلي في عام 1967

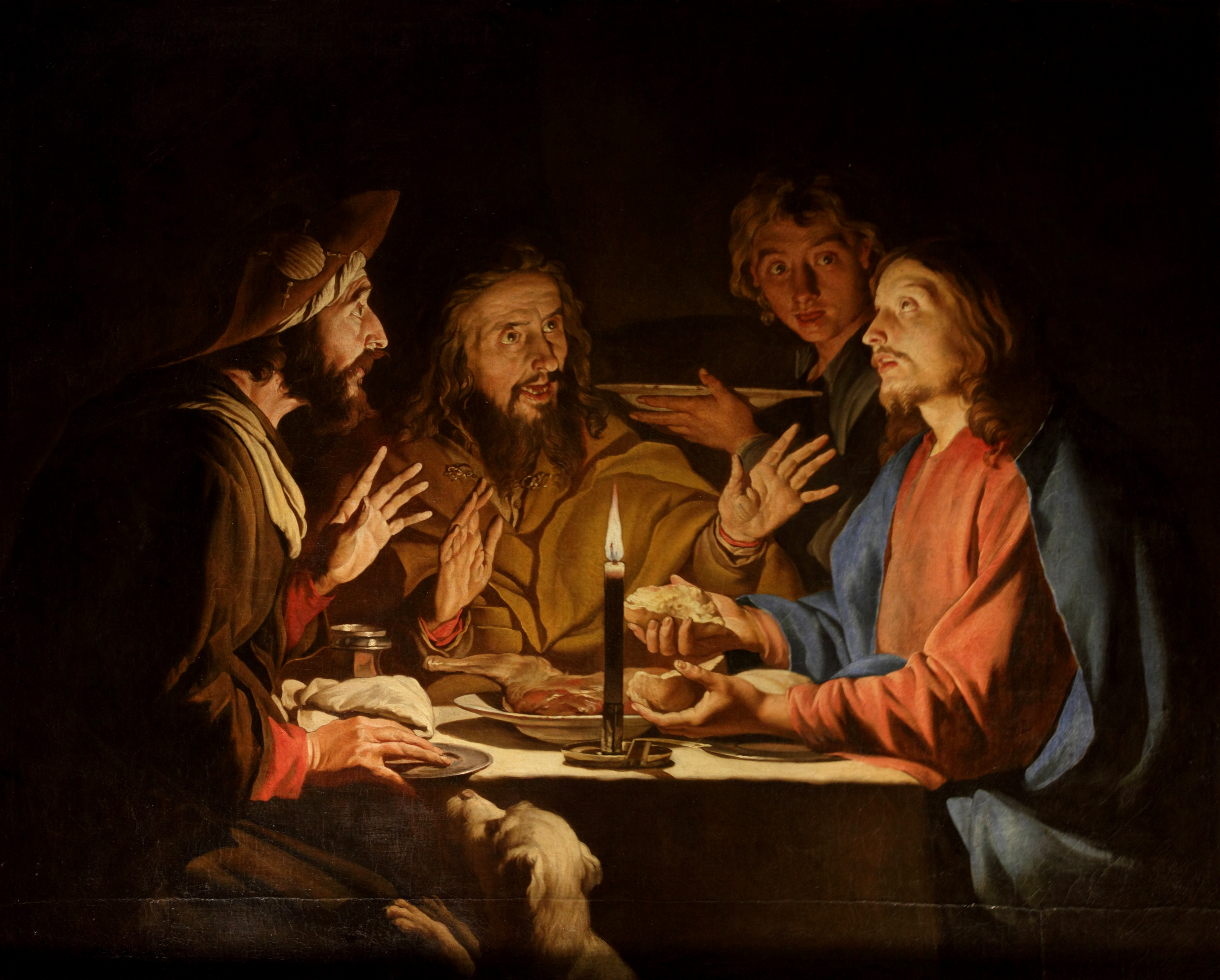
العشاء في عمواس على ضوء الشموع بقلم ماتياس ستوم

تملك عمواس أكثر من 5000 آلاف دونم. اعتاد أهلها زراعة الحبوب والبقول. بها أشجار لوز وتين وعنب وصبار وزيتون. وفي عمواس وحولها ينابيع استفاد منها السكان للشرب وغيره، أشهرها «بئر الحلوة» الواقع بجانب دير اللطرون.
كان في عمواس عام 1922 نحو 824 نسمة وفي عام 1931 نحو 1021 شخصاً عاشوا في 224 بيتاً وفي عام 1945 قدروا بـ 1450 نسمة، وصل عددهم حسب تعداد أجري في 18 نوفمبر 1961 إلى 1,955 نسمة. معظم السكان يعودون بأصلهم إلى عائلة الشيخ ومنها مختار عمواس وعائلتي برغش وأبو غوش التي تبعد 15 كم عن عمواس باتجاه القدس. ولهاتين العائلتين أبناء عم في الأردن وهم عشائر البطاينة والسيوف وآل أبوبكر وفرعهم آل الأحمد وجميعهم من قبيلة شمر الطائية.
في عمواس مسجدان ومدرسة ابتدائية للبنين أسست سنة 1919 بمعلم واحد. وبعد النكبة أصبح فيها مدرستان واحدة للبنات والأخرى للبنين. وتحتوي عمواس أيضاً على كنيسة متهدمة وهياكل فسيفساء ومدافن قديمة وقناة منقورة في الصخر وبقايا حمام روماني وآثار معمارية كثيرة ومقامات وأضرحة مقدسة ينسب أحدها إلى الصحابي أبي عبيدة عامر بن الجراح رغم كونه غير مدفون هناك وينسب مقام «الشيخ معلّى» إلى الصحابي معاذ بن جبل.

قرية عمواس بعد تدميرها عام 1967

## التهجير عام 1967
هدم الاحتلال قرية عمواس في حزيران 1967 وقد مر بها بعد خرابها الصحفي البريطاني مايكل آدمز ووصفها في تقرير نشر في صحيفة الصنداي تايمز جاء فيه:
وأضاف في وصفه الذي نشرته صحيفة الأهرام في 19 يونيو 1968:
«كانت عمواس على خريطة الحج التي أحملها معي... ولكنها لن توضع على أية خريطة تصدرها إسرائيل، لأن الإسرائيليين محوا كل أثر لها». وقد أقام الاحتلال متنزهاً عامّاً على أرض عمواس اسمه «منتزه كندا» (Canada Park) أو «بارك أيلون».

## وصلات خارجية
- عمواس نيكوبوليس